# 王世杰 (1966年)
王世杰（1966年2月—），男，汉族，浙江温岭人，中华人民共和国地球化学家、政治人物，中国国民党革命委员会党员。

## 生平
中国科学院地球化学专业毕业。1992年5月，任中国科学院地球化学研究所助理研究员（其间：1993年3月至1995年3月，在同济大学海洋科学系从事博士后研究）。1995年3月，任所长助理（1995年12月，评为研究员）。1997年8月，任所长助理、环境地球化学国家重点实验室常务副主任（1998年9月，晋升为博士生导师）。2002年5月至2007年8月，先后任民革贵州省委副主委（兼），中国科学院地球化学研究所所长助理、副所长，环境地球化学国家重点实验室常务副主任。
2007年8月，任中国科学院地球化学研究所副所长。2008年12月，任中国科学院地球化学研究所副所长，贵州留学人员联谊会（贵州欧美同学会）会长。2010年2月，任民革贵州省委副主委（兼），中国科学院地球化学研究所副所长，贵州留学人员联谊会（贵州欧美同学会）会长。2012年5月，任民革贵州省委主委，中国科学院地球化学研究所副所长、环境地球化学国家重点实验室主任，贵州留学人员联谊会（贵州欧美同学会）会长。2012年12月，兼任民革中央常委。2017年1月20日，当选贵州省人大常委会副主任。2018年1月30日，当选贵州省人民政府副省长。2023年1月17日，二度当选贵州省人大常委会副主任。
2008年，当选第十一届全国人民代表大会贵州地区代表。